# Adventure Game Interpreter
Adventure Game Interpreter (AGI) — игровой движок, разработанный Sierra On-Line. Движок был впервые использован в компьютерной игре King’s Quest: Quest for the Crown 1984 года. Впоследствии компания продолжила разработку AGI, выпустив на нём в общей сложности 14 приключенческих игр. Последней игрой на AGI, выпущенной в 1989 году, стала
Manhunter 2: San Francisco.

## История разработки
В конце 1982 года компания IBM начала разработку PCjr, бюджетного варианта IBM PC, обладающего, однако, рядом усовершенствований. Новый графический адаптер PCjr поддерживал новый видеорежим Video Gate Array, способный отображать одновременно 16 цветов вместо стандартных четырёх CGA. Также PCjr оснащался другим звуковым чипом, возможности которого были богаче стандартного PC Speaker.
IBM подрядила Sierra выпустить игру, которая сможет продемонстрировать все преимущества новой системы. Этой игрой стала King’s Quest I. Проект был достаточно сложен, чтобы писать его на чистом ассемблере, поэтому Sierra начала разработку скриптового языка, который должен был значительно упростить дальнейшую разработку игры. Движок ещё не имел своего имени, и среди разработчиков он назывался как «Game Adaptation Language».

King's Quest (версия для IBM PC, 1984)

PCjr был представлен в 1984 году, однако его продажи шли недостаточно хорошо, как и «King’s Quest I». Однако годом позднее Tandy Corporation выпустила домашнюю платформу Tandy 1000, совместимую с IBM PC. Благодаря успеху этой платформы продажи «King’s Quest I» взлетели до небес — быстрорастущий рынок позволил Sierra продать свыше полумиллиона копий игры, а PC стал основной платформой для всех последующих игр компании.
Благодаря своему успеху King’s Quest и движок AGI были портированы на другие платформы, включая Apple II, Apple IIGS, Apple Macintosh, Amiga и Atari ST.
В 1988 году Sierra выпустила игру King's Quest IV: The Perils of Rosella, которая уже использовала новый игровой движок Sierra's Creative Interpreter (SCI). Так как SCI требовал более производительный компьютер, Sierra также выпустила и AGI-версию игры, однако спрос на неё был слишком мал, и её выпуск был прекращён. Годом позднее Sierra выпустила последнюю игру на базе AGI, Manhunter 2: San Francisco, после чего полностью сконцентрировалась на выпуске игр на базе SCI.

## Технические особенности
AGI представлял собой интерпретатор, похожий на BASIC. Игра представляла собой набор комнат (rooms), логика взаимодействия персонажа с игровыми объектами описывались скриптами, похожими по синтаксису на C. В играх использовалась векторная графика — изображения не хранились в заранее прорисованных тайлах, вместо этого изображение рисовалось процедурно. Начиная с AGI v2, графическая подсистема стала использовать буфер данных и блиттер, что не только экономило ресурсы компьютера, но помогало не отображать детали картинки раньше времени при отрисовке.
Так как AGI был написан строго для 16-битного аппаратного обеспечения, портирование игр на 8-битные домашние компьютеры (Atari 800 и Commodore 64) было практически невозможным.

## Эмуляция
Поддержка AGI-игр присутствует в эмуляторе ScummVM.

## Список игр
- King’s Quest I (1984)
- King’s Quest II: Romancing the Throne (1985)
- The Black Cauldron (1986)
- Donald Duck’s Playground (1986)
- King’s Quest III: To Heir Is Human (1986)
- Space Quest: The Sarien Encounter (1986)
- Leisure Suit Larry in the Land of the Lounge Lizards (1987)
- Mixed-Up Mother Goose (1987)
- Police Quest: In Pursuit of the Death Angel (1987)
- Space Quest II: Vohaul’s Revenge (1987)
- Gold Rush! (1988)
- Manhunter: New York (1988)
- King’s Quest IV: The Perils of Rosella (1988)
- Manhunter 2: San Francisco (1989)